# ローガン・マーティン
ローガン・マーティン（Logan Martin、1993年11月22日 - ）は、オーストラリア・ローガンリザーブ出身のBMXライダー。